# Луций Виллий Таппул
Лу́ций Ви́ллий Таппу́л (лат. Lucius Villius Tappulus; родился, по одной из версий, около 243 года до н. э. — умер, предположительно, после 198 года до н. э.) — римский политический деятель из плебейского рода Виллиев, плебейский эдил в 213 году до н. э. и претор в 199 году до н. э.

## Биография
Луций Виллий принадлежал к плебейскому роду, упоминающемуся в источниках, начиная с 449 года до н. э. Наибольшего влияния Виллии достигли в конце III — начале II веков до н. э., и в историографии это связывают с их принадлежностью к аристократической группировке Сервилиев-Клавдиев. Младшим братом Луция был, предположительно, Публий Виллий Таппул, самый выдающийся представитель этого рода и единственный консул (199 год до н. э.). В этом случае отец и дед Луция Виллия тоже носили преномен Тиберий.
В 213 году до н. э. Луций Виллий занимал должность плебейского эдила (по одной из версий, тогда ему было 30 лет). Вместе со своим коллегой Марком Фунданием Фундулом он обвинил ряд матрон в разврате, и некоторые из обвинённых были изгнаны. В 199 году до н. э. Луций занимал должность претора (правда, существует гипотеза, что это был другой римлянин с тем же именем). Он получил в управление Сардинию. По истечении преторского года полномочия Таппула в провинции не были продлены, и он вернулся в Рим. О его дальнейшей судьбе сохранившиеся источники ничего не сообщают.